# Liste der Universitäten in Rhode Island
Liste von Universitäten und Colleges im US-Bundesstaat Rhode Island:

## Bundeshochschulen
- Naval War College

## Staatliche Hochschulen

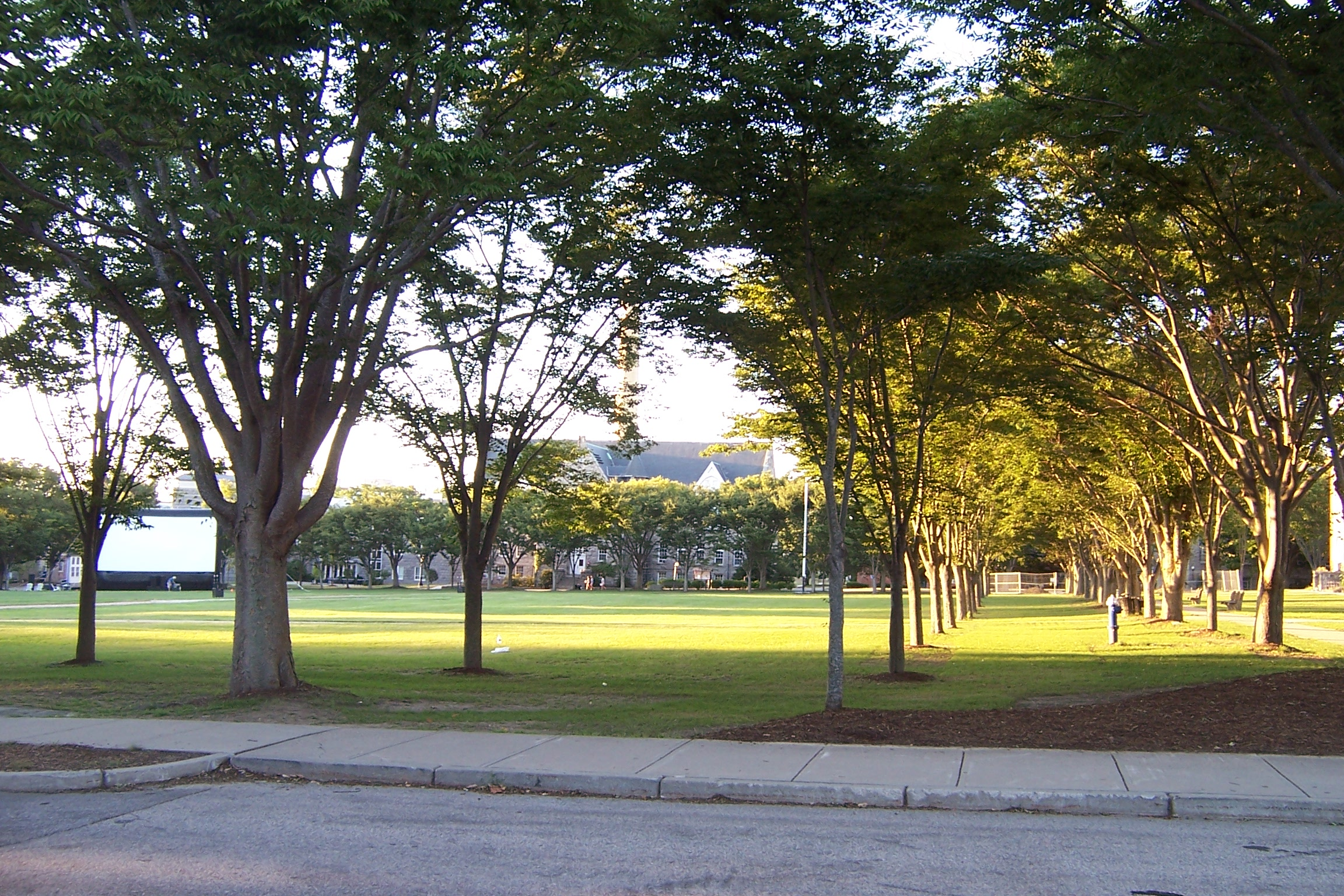
Quadrangle der University of Rhode Island

- Rhode Island College
- University of Rhode Island

## Private Hochschulen
- Brown University
- Bryant University
- Johnson & Wales University

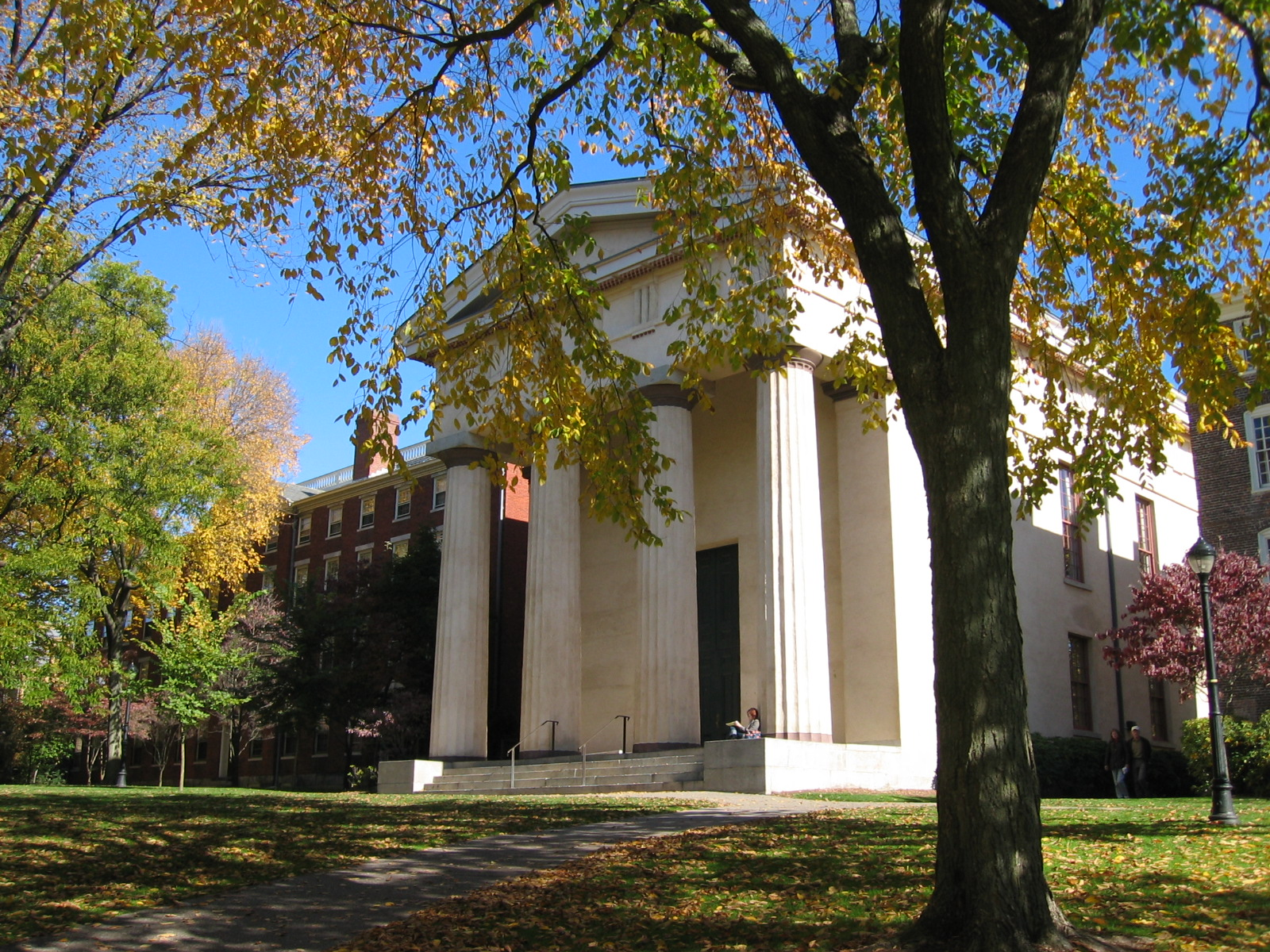
Hope College und Manning Hall der Brown University

- New England Institute of Technology
- Providence College
- Rhode Island School of Design
- Roger Williams University
- Salve Regina University